# Royaume de Deheubarth
v. 920 – 1234
Entités précédentes :
- Seisyllwg
- Dyfed

Entités suivantes :
- Principauté de Galles

Le Deheubarth est un royaume médiéval du sud-ouest du Pays de Galles (deheu signifie « sud » en gallois).

## Historique
Le royaume de Deheubarth est créé par Howell le Bon (Hywell Dda) vers 920, lorsqu'il prend possession du Seisyllwg et du Dyfed. Il couvrait à l'époque le Dyfed, le Ceredigion et Ystrad Tywi.
Le Deheubarth survécut un moment à la conquête normande du pays de Galles (les Normands parvinrent à prendre possession du Deheuberth dès 1093), puis son importance décrut de plus en plus tandis qu'il se faisait envahir par les Anglais et absorber par le Gwynedd. Le Deheubarth disparut en tant que royaume en 1234, bien que des descendants de la famille royale reçurent l'autorisation de régner sur Cantref Mawr et Ystrad Towi jusqu'en 1283.
Les rois les plus célèbres de Deheubarth furent Rhys ap Tewdwr, son fils Gruffydd ap Rhys Ier et son petit-fils Rhys ap Gruffydd (« le Seigneur Rhys »).

## Liste des rois et princes de Deheubarth

### Rois de Deheubarth
- 909-950 : Hywel Dda ap Cadell « le Bon »
- 950-953 : Rhodri ap Hywel
- 950-954 : Edwin ap Hywel
- 950-986 : Owain ap Hywel
  - 970-984 : Einion ap Owain
- 986-999 : Maredudd ab Owain
- 999-1005 : Cynan ap Hywel (roi de Gwynedd)
- 1005-1018 : Edwin ap Einion
- 1005-1018 : Cadell ap Einion
- 1018-1023 : Llywelyn ap Seisyll (roi de Gwynedd)
- 1023-1033 : Rhydderch ap Iestyn (prince de Glamorgan)
- 1033-1044 : Hywel ap Edwin
- 1044-1047 : Gruffydd ap Llywelyn (roi de presque tout le pays de Galles)
- 1047-1055 : Gruffydd ap Rhydderch (prince de Glamorgan)
- 1055-1063 : Gruffydd ap Llywelyn (roi de presque tout le pays de Galles)
- 1063-1072 : Maredudd ap Owain ap Edwin
- 1072-1078 : Rhys ap Owain
- 1078-1093 : Rhys ap Tewdwr

### Princes de Deheubarth
1093 marque le début de l'occupation anglo-normande du Deheubarth.
- 1116/1135-1137 : Gruffydd ap Rhys Ier (seulement une partie, le reste demeurant sous occupation normande)
- 1137-1143 : Anarawd ap Gruffydd
- 1143-1153 : Cadell ap Gruffydd
- 1153-1155 : Maredudd ap Gruffydd
- 1155-1197 : Rhys ap Gruffydd, « le Seigneur Rhys »
- 1197-1201 : Gruffydd ap Rhys II
- 1199-1230 : Maelgwyn ap Rhys
- 1216-1234 : Rhys Gryg, « le Rauque »

À partir de 1234, les princes ne règnent plus que sur Cantref Mawr et n'ont plus de véritable autorité sur le Deheubarth.
- 1234-1244 : Rhys Mechyll ap Rhys
- 1244-1271 : Maredudd ap Rhys
- 1271-1283 : Rhys ap Maredudd